# Cyrtochilum werneri
Cyrtochilum werneri är en orkidéart som först beskrevs av Rudolf Schlechter, och fick sitt nu gällande namn av Stig Dalström. Cyrtochilum werneri ingår i släktet Cyrtochilum, och familjen orkidéer.
Artens utbredningsområde är Colombia. Inga underarter finns listade i Catalogue of Life.